# مارك جونسون (حكم كرة قاعدة)
مارك جونسون (بالإنجليزية: Mark Johnson)‏ هو حكم كرة قاعدة ‏ أمريكي، ولد في 18 نوفمبر 1950 في لويفيل في الولايات المتحدة، وتوفي في 26 أكتوبر 2016 في هونولولو في الولايات المتحدة.